# Rača (gmina Priboj)
Rača (cyr. Рача) – wieś w Serbii, w okręgu zlatiborskim, w gminie Priboj. W 2011 roku liczyła 1904 mieszkańców.